# Asota comorana
Asota comorana är en fjärilsart som beskrevs av Aurivillius 1909. Asota comorana ingår i släktet Asota och familjen nattflyn. Inga underarter finns listade i Catalogue of Life.